# Gare de Kojima
La gare de Kojima (児島駅, Kojima-eki) est une gare ferroviaire située à Kurashiki, dans la préfecture d'Okayama au Japon. Elle est exploitée conjointement par la JR West et la JR Shikoku.

## Situation ferroviaire
La gare de Kojima est située au point kilométrique (PK) 12,9 de la ligne Honshi-Bisan.

## Histoire
La gare de Kojima a été inaugurée le 20 mars 1988.

## Service des voyageurs

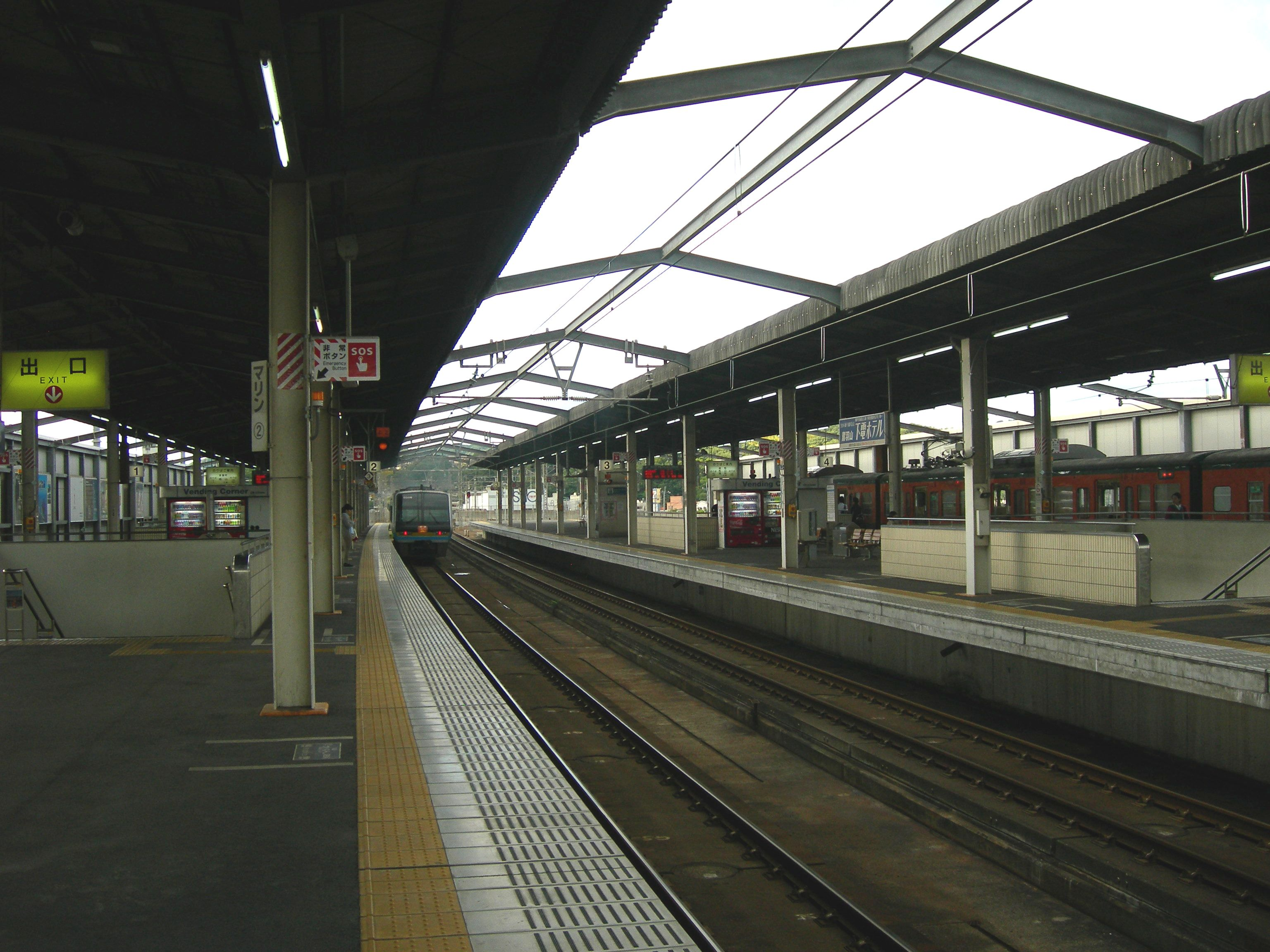
Vue des quais

### Accueil
La gare dispose d'un bâtiment voyageurs, avec guichets, ouvert tous les jours.

### Desserte
- Ligne Honshi-Bisan (ligne Seto-Ōhashi) :
  - voies 1 et 2 : direction Chayamachi et Okayama
  - voies 3 et 4 : direction Sakaide et Takamatsu ou Utazu (interconnexion avec la ligne Yosan pour Matsuyama et la ligne Dosan pour Kōchi)